# Evaristo Pérez
Evaristo Pérez (* 5. April 1969 in Genf) ist ein Schweizer Jazzmusiker (Piano, Komposition) mit spanischen Wurzeln.

## Wirken
Pérez studierte bis zum Diplom am Genfer Konservatorium. Den Jazz entdeckte er in der örtlichen Association pour l’encouragement de la Musique impRovisée (AMR) bei Michel Bastet und perfektionierte ihn dann in Italien, wo er bei Franco D’Andrea, Enrico Pieranunzi und Paolo Fresu arbeitete. Als Pianist nahm er an verschiedenen Musikprojekten im Bereich des Creative Jazz teil, u. a. mit Alondra, JazzOrange, Fanfare du Loup («Novecento»), Brico Jardin («16 Nouvelles Aventures de Brico Jardin»), Diana Miranda, Erik Truffaz und Philippe Aerts.
Nach mehreren Alben als Sideman veröffentlichte Pérez 2009 mit seinem eigenen Trio (sowie Ohad Talmor) im Eigenvertrieb das Album Why, auf dem sich Eigenkompositionen und Jazzstandards abwechseln. Dann bildete Pérez sein «Cajon Jazz Trio» mit Marta Themo (Cajón) und Philippe Brassoud (Bass), mit dem er 2012 und 2014 zwei Alben aufnahm, die bei Fresh Sound Records erschienen. Im Trio mit Cédric Gysler und Raphael Nick entstanden 2017 und 2020 Alben für Unit Records und TCB Records. 2024 folgte sein Soloalbum «Iris», das sehr gute Kritiken erhielt. Er spielte beim Montreux Jazz Festival, Cully Jazz Festival, Paléo Festival, AMR Jazz Festival (Genf), Tollwood-Festival, Rome Jazz Festival und Rhythmus Festival (Porto).
Des Weiteren unterrichtete Pérez Jazz am «Conservatoire Populaire de Musique, Danse et Théâtre» in Genf; derzeit ist er Klavierdozent an der Jazzabteilung der Hochschule Luzern.